# Incêndio da torre de Kaohsiung
Nas primeiras horas da manhã de 14 de outubro de 2021, às 02h54 NST (UTC + 8), um incêndio eclodiu em um prédio de 13 andares, na Fubei Road, no distrito de Yancheng de Kaohsiung, no sudoeste de Taiwan. Pelo menos 46 pessoas morreram e 41 outras ficaram feridas. O fogo foi extinto após cerca de quatro horas e meia e as pilhas de destroços deixados ao redor do prédio podem ter complicado os esforços de resgate e ajudado a alimentar o incêndio.
É o incêndio mais mortal da história da cidade e o incêndio mais mortal em um prédio em Taiwan desde 1995, quando um bar de karaokê em Taichung, no centro de Taiwan, pegou fogo, matando 64 pessoas e no geral o terceiro incêndio mais mortal na história de Taiwan.

## Antecedentes
O Edifício Cheng Chung Cheng (chinês: 城中 城 大樓), construído por volta de 1981, é um edifício comercial e residencial de 13 andares, um dos muitos prédios de apartamentos no distrito de Yancheng, uma seção mais antiga de Kaohsiung. O prefeito de Kaohsiung Chen Chi-mai afirmou que o prédio havia anteriormente abrigado um cinema, bem como restaurantes e salas de karaokê, mas estava parcialmente abandonado na data do incêndio, exceto para cerca de 120 famílias. As autoridades também afirmaram que o prédio tinha 40 anos e que algumas lojas estavam localizadas nos andares mais baixos. Dois andares subterrâneos não estavam sendo usados, e do primeiro ao quinto andar estavam abandonados.
Cerca de 120 famílias viviam entre o sétimo e o décimo primeiro andar. O chefe dos bombeiros Lee Ching-hsiu afirmou que a maioria dos residentes eram idosos e sofriam de doenças físicas, ou demência. Os apartamentos tinham apenas 13 m2 e muitos residentes viviam sozinhos.
A torre havia sofrido outro incêndio no início de sua vida, em 1999. Este incêndio anterior ocorreu durante o dia, e os bombeiros foram capazes de resgatar 28 pessoas que estavam presas no edifício, resultando em nenhuma morte.
Os moradores locais chamam a torre de "a construção fantasma nº 1 de Kaohsiung". Os extintores só haviam sido instalados no mês anterior, sendo três por andar por falta de recursos. Em 2007, o Apple Daily relatou que o teatro abandonado no prédio havia se tornado um ponto de encontro para homens gays se envolverem em atividades sexuais. Exploradores urbanos que visitaram o edifíco em 2014 escreveram que várias tubulações de esgoto no andar superior do edifício estouraram e que os andares inferiores foram ocupados por invasores.

## Fogo

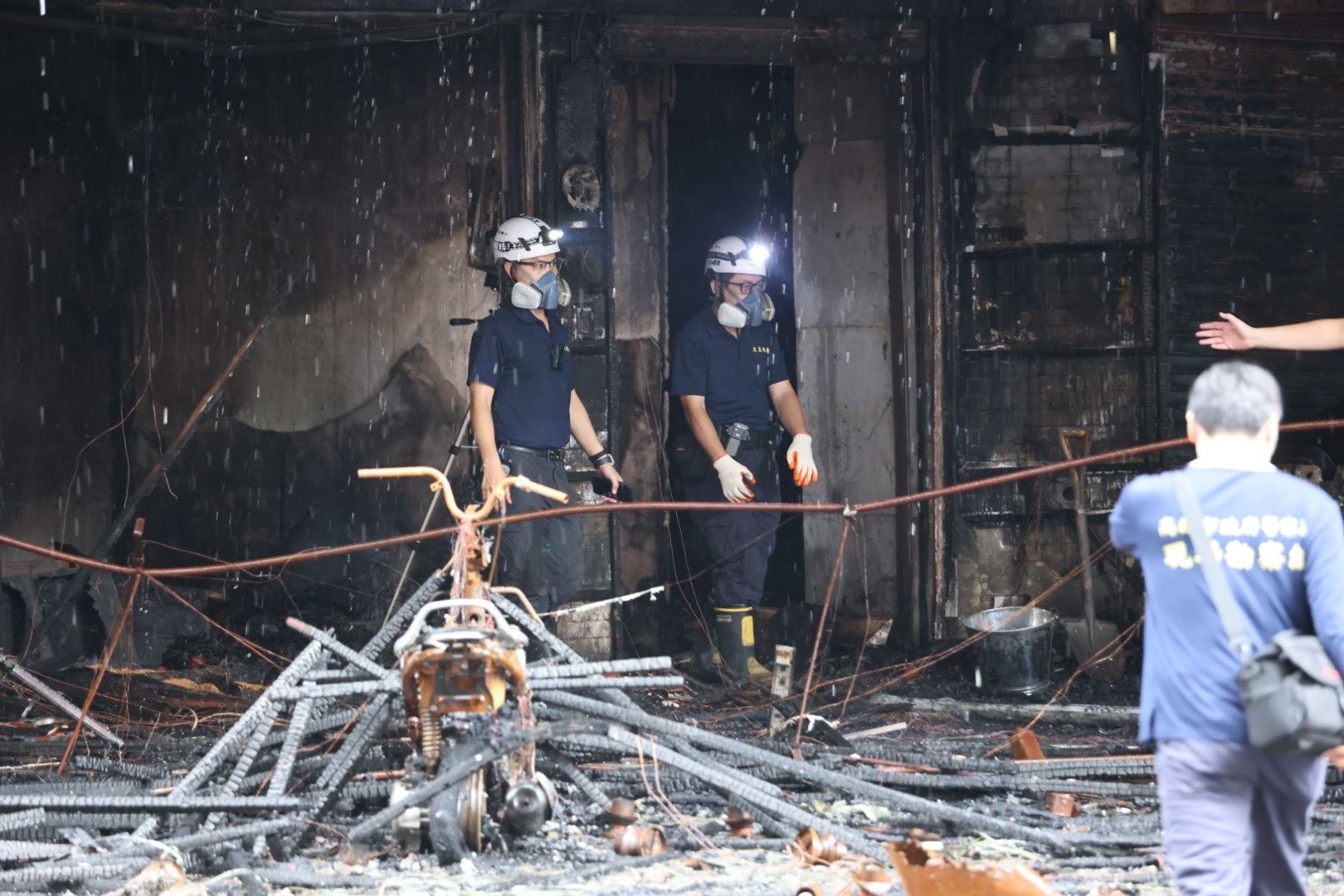
Bombeiros da cidade no prédio

O corpo de bombeiros da cidade afirmou que o incêndio foi relatado pela primeira vez às 02h54 NST (UTC + 8). As autoridades acreditam que o incêndio começou, supostamente às 02h45, em uma casa de chá no andar térreo do edifício. Uma sobrevivente disse que abriu a porta e viu fumaça preta em todos os lugares, e outros residentes afirmaram que ouviram um grande estrondo como o de uma explosão antes do incêndio ser descoberto.
Cerca de 159 bombeiros responderam ao incêndio, com 75 veículos. O chefe Lee afirmou que, como os andares inferiores tinham tetos altos e uma fachada de vidro, o fogo aumentou rapidamente, chegando ao 6º andar e enchendo os andares de cima com fumaça. Por volta do meio-dia, pelo menos 62 pessoas foram evacuadas do prédio, com idades entre 8 e 83 anos. Lee relatou que o incêndio foi extinto às 07h17 NST e mais de 377 equipes de resgate foram destacadas para o local. 
Embora a causa do incêndio não tenha sido relatada imediatamente, a grande quantidade de entulho no prédio supostamente ajudou a espalhar o fogo e aumentar sua intensidade. Os destroços e desordem também impediram os esforços de busca, resgate e evacuação, pois muitos pontos de acesso foram bloqueados. Horas após o incêndio, a fumaça ainda podia ser vista e som de vidros quebrando foi ouvido ao redor do prédio.

## Vítimas
Um total de 46 pessoas morreram e outras 41 ficaram feridas. O corpo de bombeiros observou que a média de idade dos falecidos era de 62 anos.
Inicialmente, apenas sete pessoas foram mortas pelas autoridades, mas o número cresceu ao longo da noite. Trinta e duas pessoas foram declaradas mortas no local do incêndio e enviadas diretamente para o necrotério, enquanto outras 14 foram enviadas para o hospital sem sinais de vida e ali declaradas mortas.
Lee também observou que a maioria das mortes foi causada pela inalação de fumaça, e acrescentou que uma razão pela qual a contagem de vítimas foi tão alta foi porque o incêndio aconteceu durante as primeiras horas da manhã, enquanto as pessoas ainda estavam dormindo.
Três das pessoas que morreram eram cidadãos da China Continental, anteriormente casadas com cidadãos taiwaneses.

## Consequências

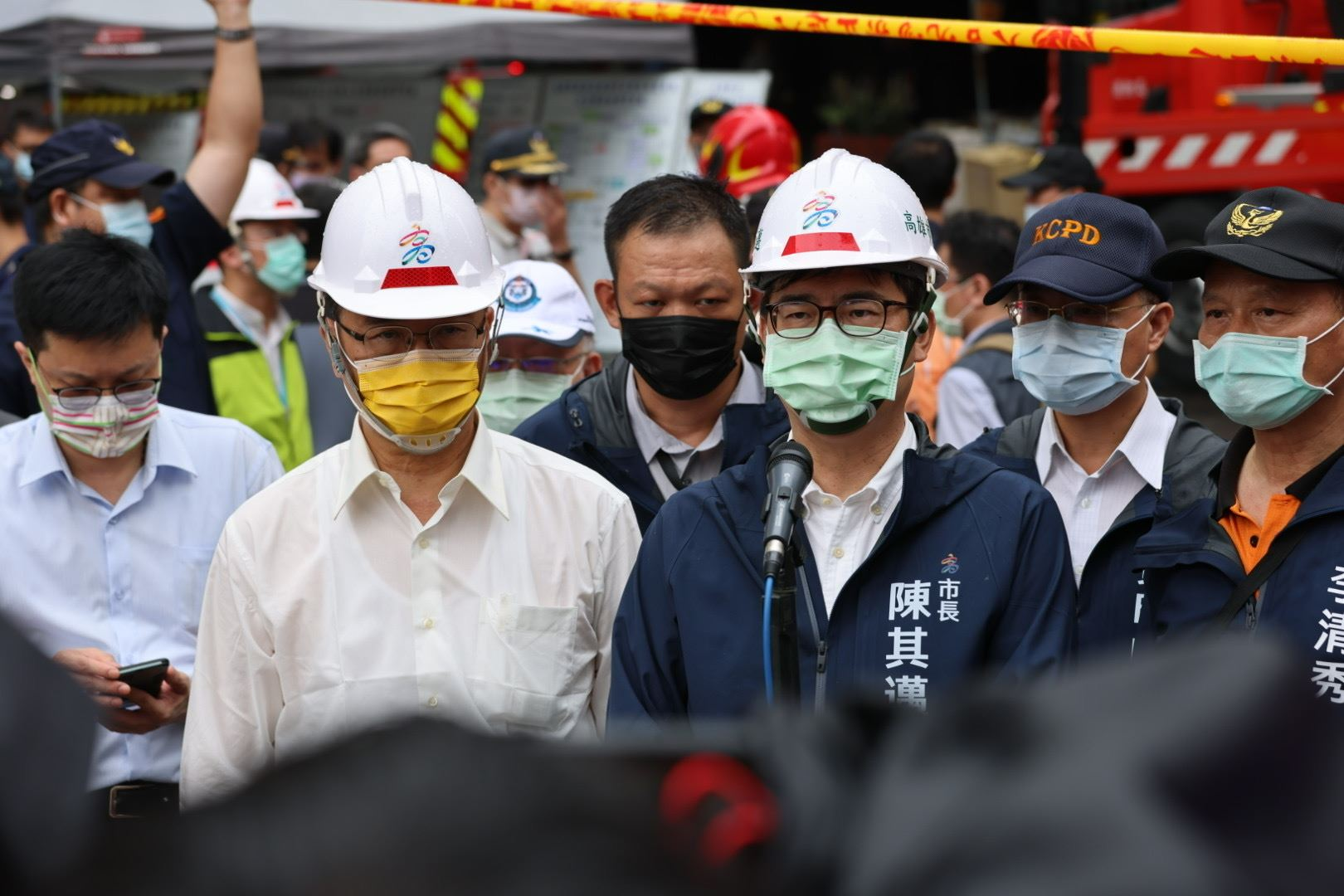
O Ministro do Interior, Hsu Kuo-yung, e o prefeito Chen Chi-mai no local

A presidente Tsai Ing-wen pediu às autoridades que ajudassem a realocar as pessoas afetadas. As autoridades também ordenaram uma investigação para determinar a causa do incêndio e não descartaram a possibilidade de incêndio criminoso. A polícia convocou quatro testemunhas para a investigação. Os representantes da cidade de Kaohsiung pediram que a segurança contra incêndios fosse melhorada em toda a cidade, incluindo investigações em edifícios mais antigos, implementação de emendas aos padrões de segurança e atualização de equipamentos e infraestrutura. Tsai visitou o local do incêndio em 16 de outubro de 2021 e prometeu que sua administração melhoraria a segurança contra incêndios e ajudaria na renovação urbana. O governo da cidade de Taipei posteriormente anunciou que as novas leis de segurança contra incêndio entrariam em vigor em janeiro de 2022, enquanto os membros da Câmara Municipal de Taichung pressionavam por um relatório a ser feito sobre as estruturas mais antigas da cidade, e o prefeito de Tainan, Huang Wei-cher, ordenou inspeções em cinquenta edifícios.
Em 15 de outubro de 2021, uma oração taoísta foi realizada no local do incêndio, e a sessão do Yuan Legislativo daquele dia foi aberta com um minuto de silêncio.
Um homem de sobrenome Kuo e uma mulher de sobrenome Huang foram detidos pelo Ministério Público do Distrito de Kaohsiung. Após interrogatório, Kuo foi sentenciado a pagar uma fiança.